# Lucjan Żeligowski
Lucjan Żeligowski (ur. 17 października 1865 w Oszmianie, zm. 9 lipca 1947 w Londynie) – pułkownik piechoty Armii Imperium Rosyjskiego oraz generał broni Wojska Polskiego, znany z tzw. buntu Żeligowskiego, podczas którego zajął Wilno i jego okolice, proklamując powstanie tzw. Litwy Środkowej, kawaler Orderu Virtuti Militari.

## Życiorys

### Wczesne lata
Żeligowski przyszedł na świat w rodzinie szlacheckiej, był synem Gustawa – powstańca z 1863 i Władysławy z Traczewskich. Ojciec wraz z matką został zesłany za udział w powstaniu styczniowym na Syberię, skąd oboje już nie wrócili. Lucjan był wychowywany przez ciotkę, Katarzynę, mieszkającą w Żupranach. Tam też uczęszczał do szkoły gminnej, z której przeszedł do gimnazjum klasycznego na Antokolu w Wilnie.
Po uzyskaniu matury w 1885, wstąpił do 116. Wiaziemskiego Pułku Piechoty, natomiast od 1886 r. był uczniem Wolskiego Korpusu Kadetów. Ukończył ją dwa lata później, uzyskując pierwszy stopień oficerski. Otrzymał przydział do 136. Pułku Piechoty, który znajdował się w Rostowie nad Donem. Żeligowski w stopniu kapitana wziął udział w wojnie rosyjsko-japońskiej (1904–1905).
W 1905 był postawiony przed sądem za przekonania (głównie etyczno-moralne). Postępowanie zakończyło się uniewinnieniem. Od 1912 działał w konspiracyjnym Związku Walki Czynnej w Rosji.

### Wielka Wojna oraz walka o niepodległość Polski
W momencie wybuchu wojny, Żeligowski dowodził batalionem 136. Pułku Piechoty. Następnie kierował 264. Pułkiem Piechoty. Wziął udział w walkach na terenie Karpat, m.in, przeciwko II Brygadzie Legionów Polskich.
9 września 1915, gdy rozpoczęło się formowanie jednostki polskiej przy armii rosyjskiej – Polskiej Brygady Strzelców, na własną prośbę przeszedł do brygady, gdzie został dowódcą batalionu. W czerwcu 1916 Polska Brygada Strzelców osiągnęła gotowość bojową i 27 lipca 1916 chrzest bojowy forsując rzekę Szczarę. Jednakże Żeligowskiego powołano na dowódcę 216. Pułku Piechoty. Pełnił tę funkcję do końca 1916.
W styczniu 1917 na bazie Polskiej Brygady Strzelców rozpoczęto organizowanie Dywizji Strzelców Polskich i Żeligowski został dowódcą 1 pułku tej Dywizji. W czerwcu 1917 pułk ten wyróżnił się w walkach na froncie galicyjskim pod Husiatynem.
Po rewolucji lutowej w 1917 w związku ze wzrostem nastrojów rewolucyjnych w armii rosyjskiej nastąpiła reorganizacja Dywizji Strzelców Polskich w 1 Korpus Polski, a płk Żeligowski został ponownie skierowany do armii rosyjskiej. Wkrótce jednak wrócił do niego i został dowódcą 1 Dywizji Piechoty. W 1917 był członkiem Polskiego Wojskowego Komitetu Wykonawczego. Po wybuchu rewolucji październikowej doszło do konfliktu pomiędzy nim a dowódcą I Korpusu Polskiego gen. Józefem Dowborem-Muśnickim, który opowiedział się za poparciem rosyjskiego Rządu Tymczasowego, a Żeligowski uważał, że polskie jednostki powinny zostać neutralne wobec konfliktu w Rosji. W wyniku tego konfliktu wiosną 1918 gen. Dowbor-Muśnicki usunął go z zajmowanych stanowisk.
Żeligowski wyjechał wtedy do Kijowa, gdzie wszedł w skład Naczelnego Polskiego Komitetu Wojskowego (Naczpol) prowadzącego rozmowy z francuską misją wojskową na temat tworzenia jednostek polskich we Francji i Rosji. Po uzyskaniu pomocy ze strony Francji rozpoczęło się formowanie tzw. Błękitnej Armii gen. Hallera. Żeligowski w dniu 3 lipca 1918 został mianowany przez gen. Józefa Hallera dowódcą Wojska Polskiego na Wschodzie i awansowany do stopnia generała podporucznika.
Wśród tworzonych wtedy w Rosji jednostek powstała w 1918 na Kubaniu 4 Dywizja Strzelców Polskich, na czele której stanął Żeligowski.
List Józefa Piłsudskiego do gen. Żeligowskiego z 2 stycznia 1919 (pisownia oryginalna):
Do Generała Żeligowskiego w Odesie
Panie Generale! Przesyłam Panu Generałowi i wszystkim żołnierzom, walczącym pod Jego rozkazami, serdeczne pozdrowienia w imieniu armii polskiej. Dziękuję Wam za trudy wytworzenia polskiej siły zbrojnej, jakie podjęliście w mozole i wysiłku. Wierzę, że oficerowie i żołnierze dywizji Pana Generała będą dalej nieśli wysoko sztandar polski, i po walkach, jakie im przypadną w udziale, staną w szeregach czekającej ich niecierpliwie armii polskiej, przysporzywszy nowych wawrzynów starej sławie oręża polskiego.
Józef Piłsudski
W kwietniu 1919 dywizja weszła w skład francuskiego korpusu interwencyjnego. W kwietniu i maju 1919 prowadziła walki z jednostkami Armii Czerwonej i wraz z korpusem wycofała się do Odessy.
Dywizja zdobyła Tyraspol i strzegła najważniejszych obiektów Odessy, jednocześnie przechodząc szkolenie. W tym czasie Armia Ochotnicza pod naciskiem wojsk sowieckich wycofywała się i dowództwo francuskie przystąpiło do organizacji obrony Odessy. Wycofały się tu 4., 150., i 10. dywizje francuskie oraz 2. i 13. grecka. W pierwszych dniach kwietnia postanowiono opuścić miasto, a wycofywanie się wojsk osłaniała 4 Dywizja. Po wycofaniu z miasta polska dywizja znalazła się na lewym skrzydle wojsk sprzymierzonych i 10 kwietnia rozpoczęto przeprawę przez Dniestr na granicy z Rumunią jednocześnie zajmując odcinek od Alejnieski do Talman. Pozycję tę dywizja zajmuje do czerwca i po staraniach Żeligowskiego zostaje przesunięta przez Bukowinę do Czerniowiec nad Prut. 17 czerwca dywizja uzyskała zgodę na opuszczenie Rumunii, a powodem zatrzymania były kwestie polityczne. Kilka dni później Dywizja przekroczyła granicę rumuńską i wkracza do Galicji Wschodniej.
W Wojsku Polskim był dowódcą 10 Dywizji Piechoty oraz kilku grup operacyjnych (1919–1920) w wojnie polsko-bolszewickiej.
Ciesząc się przyjaźnią i zaufaniem Józefa Piłsudskiego, od października 1920 dowodził 1 Dywizją Litewsko-Białoruską. Na jej czele w 1920 zajął Wilno (tzw. Bunt Żeligowskiego) i utworzył Litwę Środkową jako samodzielne i niezależne od Polski państwo. Na czas tej operacji "wypowiedział posłuszeństwo" Naczelnemu Wodzowi. W rzeczywistości była to akcja, której pomysłodawcą był Józef Piłsudski i miała na celu realizację planów federacyjnych, choć rezultatem było przyłączenie Wilna do Polski poprzez stan pośredni. W ówczesnej skomplikowanej sytuacji politycznej państwu polskiemu oficjalne działania zbrojne były bardzo nie na rękę.
9 października 1920, jako Naczelny dowódca Wojsk Litwy Środkowej, był głównym sygnatariuszem odezwy "Do ludności Litwy Środkowej", którą podpisali członkowie powołanej przez niego 12 października 1920 Tymczasowej Komisji Rządzącej
W październiku 1920 Żeligowski otrzymał Honorowe Obywatelstwo miasta stołecznego Warszawy.

## Służba w Wojsku Polskim

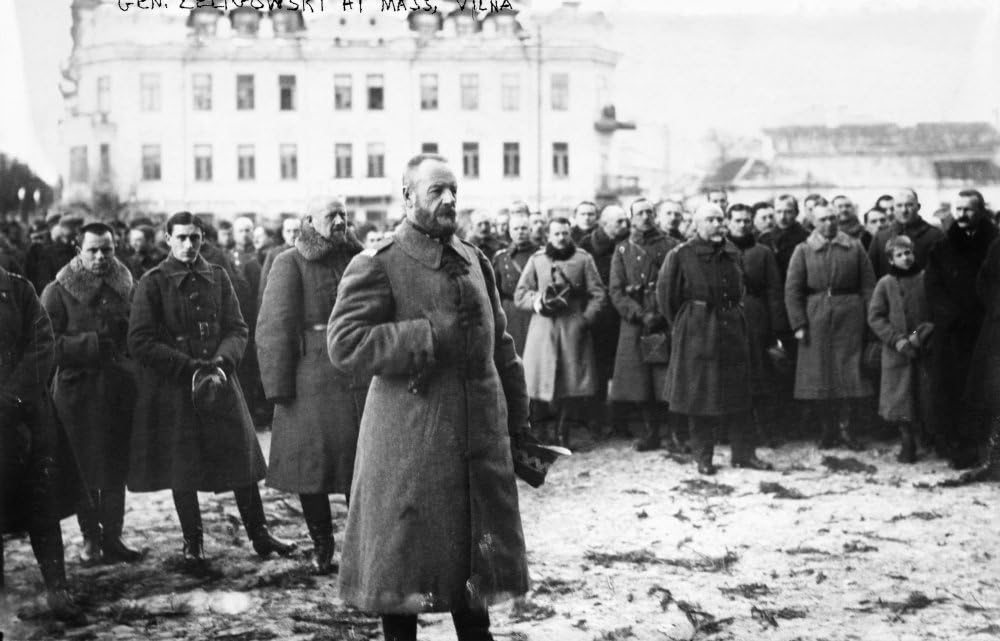
Generał Lucjan Żeligowski z żołnierzami w Wilnie (1920)

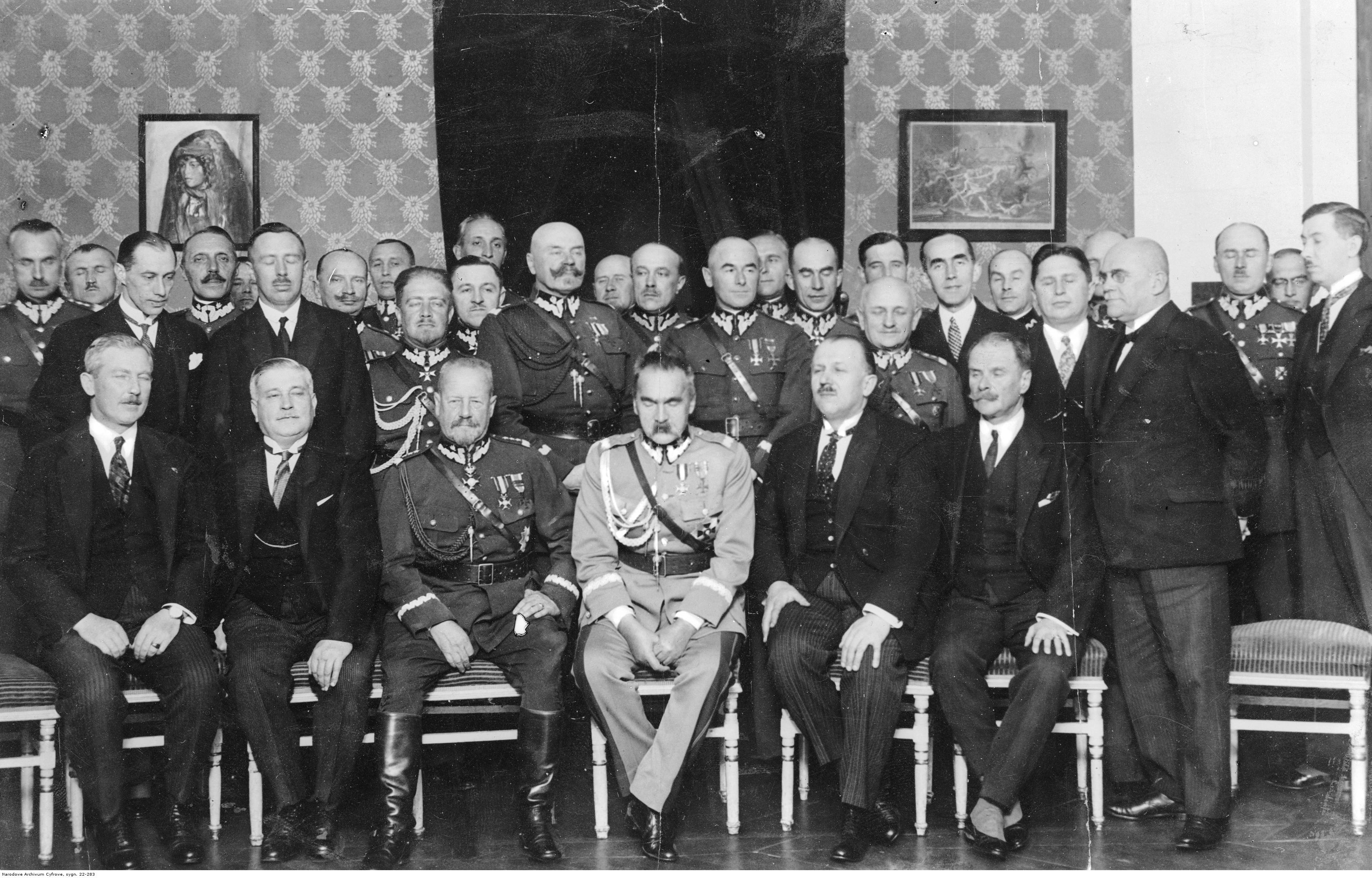
Uczestnicy pożegnalnego śniadania zorganizowanego przez marszałka Józefa Piłsudskiego na cześć gen. Żeligowskiego (1927)

30 listopada 1921 Naczelnik Państwa i Naczelny Wódz awansował go z dniem 1 grudnia 1921 na generała porucznika. Następnie został zweryfikowany jako generał dywizji ze starszeństwem z 1 czerwca 1919 i z lokatą 1. Od 20 listopada 1921 do 1926 był inspektorem armii w Warszawie. Kierował pracą Inspektoratu Armii nr 2.
31 marca 1924 Prezydent RP Stanisław Wojciechowski na wniosek Ministra Spraw Wojskowych, gen. dyw. Władysława Sikorskiego awansował go na generała broni ze starszeństwem z 1 lipca 1923 i 1. lokatą w korpusie generałów.
27 listopada 1925 otrzymał tekę ministra spraw wojskowych w gabinecie Aleksandra Skrzyńskiego. Na tym stanowisku ułatwił Piłsudskiemu przygotowanie i przeprowadzenie zamachu stanu. Urząd ministra sprawował do 10 maja 1926. Do czasu reorganizacji naczelnych władz wojskowych w dalszym ciągu stał na czele Inspektoratu Armii nr 2. W międzyczasie, od 18 maja do 15 lipca 1926, był przewodniczącym Komisji Likwidacyjnej powołanej przez Piłsudskiego w celu:
1. Zakończenia wszelkich operacji wojskowych
2. Doprowadzenia oddziałów wojskowych biorących udział w wypadkach do stanu normalnego
3. Rozbrojenia oddziałów cywilnych zaangażowanych w wydarzeniach
4. Uregulowania wszelkich strat w materiale stanowiącym zapas mobilizacyjny wojska i wyposażenia pokojowego oddziałów oraz strat materialnych poszkodowanych osób cywilnych w wyniku działań
5. Uspokojenia oddziałów wojskowych i korpusu oficerskiego

W sierpniu 1926 po utworzeniu Generalnego Inspektoratu Sił Zbrojnych został mianowany inspektorem armii. 31 sierpnia 1927 przeszedł w stan spoczynku.

## Poza wojskiem

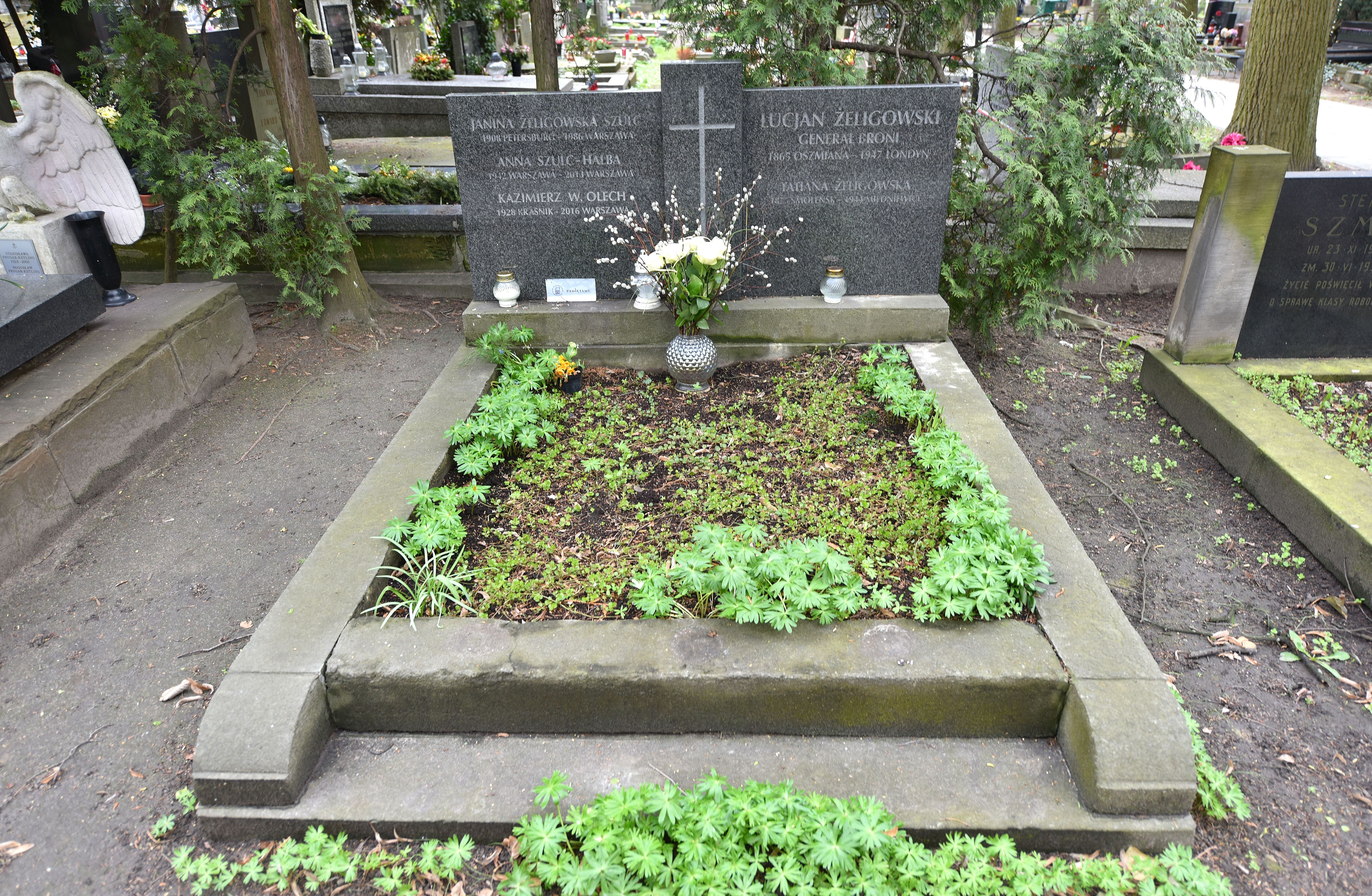
Grób Lucjana Żeligowskiego na cmentarzu Wojskowym na Powązkach

Po przejściu na emeryturę osiadł w majątku Andrzejów. Zajmował się polityką, uczestniczył w życiu społecznym i gospodarczym. Od 1927 zasiadał w składzie Kapituły Orderu Odrodzenia Polski. W latach 1935–1939 był posłem na Sejm IV i V kadencji. W 1930 opublikował książkę pt. Wojna w roku 1920. Wspomnienia i rozważania. Był członkiem władz Towarzystwa Rozwoju Ziem Wschodnich, pełnił też  funkcję prezesa Rady Naczelnej Związku Gmin Wiejskich.
W tym czasie stał się zwolennikiem idei panslawizmu. Uważał, że Słowianie, zagrożeni z jednej strony przez Germanów, z drugiej przez rasę żółtą, powinni scalić się w jeden „Naród Słowiański”. W 1938 r. interpelował w Sejmie w sprawie stworzenia Instytutu Słowiańskiego. Z panslawizmem łączył oryginalny program społeczno-polityczny, postulujący zdecentralizowaną demokrację bezpośrednią („gminowładztwo”) oraz autarkiczny rozwój gospodarczy oparty chałupniczym wykorzystaniu rodzimych zasobów. Współpracował z wileńską grupą konserwatywną skupioną wokół „Słowa”. W wyborach z 1938 r. Żeligowski zwyciężył w okręgu wileńskim szefa OZN gen. Stanisława Skwarczyńskiego.
Bezpośrednio przed wojną zwrócił się do marszałka Rydza-Śmigłego o powołanie do czynnej służby wojskowej. Prośba generała pozostała bez odpowiedzi. W wojnie obronnej w 1939 nie brał czynnego udziału. W nocy z 7 na 8 września 1939 wyjechał z Warszawy do Brześcia razem z gen. Sosnkowskim i dwoma oficerami jego sztabu. 9 września rano wymieniona czwórka wyjechała z Brześcia do Przemyśla przez Włodawę, Zamość, Rawę Ruską i Jaworów. Gen. Sosnkowski przyjechał do Przemyśla wieczorem 9 września w charakterze generała do zleceń Naczelnego Wodza z zadaniem ustalenia faktycznego położenia Armii „Małopolska”. 10 września obaj generałowie wyjechali do Lwowa, gdzie gen. Sosnkowski dowiedział się, że został mianowany dowódcą Grupy Armii południowych. Generał towarzyszył dowódcy Frontu Południowego do 13 września, kiedy to gen. Sosnkowski odleciał ze Lwowa do Przemyśla.
Po kapitulacji Lwowa Żeligowski ewakuował się przez Rumunię do Francji, a po jej kapitulacji – do Wielkiej Brytanii. Na emigracji był członkiem Rady Narodowej RP i przewodniczącym jej Komisji Wojskowej oraz Kanclerzem Kapituły Orderu Virtuti Militari. Z tej ostatniej funkcji został w styczniu 1945 zwolniony przez prezydenta Raczkiewicza, ponieważ nie wyraził zgody na odznaczenie gen. Bora-Komorowskiego Krzyżem Wielkim Orderu VM. Wywołał także skandal wśród polskiej emigracji, popierając rządy komunistów w Polsce oraz żądania terytorialne Stalina uważane przez niego za przejaw panslawizmu.
Pod koniec życia owładnięty ideą słowianofilską pisał memoriały do Józefa Stalina i Bolesława Bieruta.
Po zakończeniu wojny zadeklarował powrót do kraju, ale w trakcie przygotowań do podróży zmarł 9 lipca 1947 w Londynie. Zgodnie z wolą zmarłego 17 lipca 1947 zwłoki przewieziono do Warszawy pochowano na cmentarzu Wojskowym na Powązkach w Warszawie (kwatera A 25-Tuje-23/24). Transport organizował gen. bryg. Stanisław Tatar, wykorzystując tę okazję do przywiezienia do Polski zdeponowanej w Wielkiej Brytanii części zasobów Funduszu Obrony Narodowej (350 kg złota oraz 2,5 mln USD, znajdujących się w 11 skrzyniach amunicyjnych stanowiących w Londynie katafalk zmarłego).

## Życie prywatne
Był żonaty od 1907 z Tatianą Pietrową, miał z nią bliźnięta: Janinę i Tadeusza.

## Awanse
- podporucznik – 22 stycznia 1897
- porucznik
- sztabskapitan – 18 czerwca 1900
- kapitan – 1904
- podpułkownik – styczeń 1915
- pułkownik – 18 czerwca 1915
- generał major – 22 lutego 1916
- generał podporucznik – 3 lipca 1918
- generał porucznik – 30 listopada 1921 z dniem 1 grudnia 1921, w 1922 zweryfikowany w stopniu generała dywizji ze starszeństwem 1 czerwca 1919
- generał broni – 31 marca 1924 ze starszeństwem z 1 lipca 1923 i 1 lokatą

## Ordery, odznaczenia i wyróżnienia
- Krzyż Komandorski Orderu Wojskowego Virtuti Militari nr 10 (19 grudnia 1923)[26]
- Krzyż Srebrny Orderu Wojskowego Virtuti Militari nr 6096 (24 marca 1922)[27]
- Wielka Wstęga Orderu Odrodzenia Polski (2 maja 1923)[28][29][30][31]
- Krzyż Niepodległości z Mieczami (25 lutego 1932, za pracę w dziele odzyskania niepodległości)[32]
- Krzyż Walecznych – czterokrotnie (po raz 1[33], po raz 2, 3 i 4[34] w 1921)
- Krzyż Zasługi Wojsk Litwy Środkowej[35]
- Medal Pamiątkowy za Wojnę 1918–1921
- Medal Dziesięciolecia Odzyskanej Niepodległości
- Odznaka Pamiątkowa Generalnego Inspektora Sił Zbrojnych – 12 maja 1936
- Złoty Wawrzyn Akademicki Polskiej Akademii Literatury[36]
- Order Świętego Jerzego IV klasy (Imperium Rosyjskie)
- Order Świętego Włodzimierza z Mieczami IV klasy (Imperium Rosyjskie)
- Order Świętej Anny II klasy (Imperium Rosyjskie)
- Order Świętej Anny III klasy (Imperium Rosyjskie)
- Order Świętego Stanisława II klasy (Imperium Rosyjskie)
- Komandor Legii Honorowej (Francja, 3 maja 1923)[37]
- Krzyż Wojenny (Francja)
- Medal międzysojuszniczy „Médaille Interalliée”[38]
- Krzyż Wielki z Gwiazdą Orderu Korony (Rumunia)[37]
- Honorowy Obywatel miasta stołecznego Warszawy (od października 1920)